# Devin Ryan
Devin Ryan (16 de enero de 1982) es un jinete estadounidense que compite en la modalidad de salto ecuestre. Ganó una medalla de oro en el Campeonato Mundial de Saltos Ecuestres de 2018, en la prueba por equipos.

## Palmarés internacional
| Campeonato Mundial | Campeonato Mundial     | Campeonato Mundial | Campeonato Mundial |
| Año                | Lugar                  | Medalla            | Categoría          |
| ------------------ | ---------------------- | ------------------ | ------------------ |
| 2018               | Tryon (Estados Unidos) | Medalla de oro     | Por equipos        |